# Onthophagus nyctopus
Onthophagus nyctopus är en skalbaggsart som beskrevs av Bates 1887. Onthophagus nyctopus ingår i släktet Onthophagus och familjen bladhorningar. Inga underarter finns listade i Catalogue of Life.